# Yvonne Foinant
Yvonne Foinant, née Yvonne Bergeot le 10 octobre 1892 dans le 8e arrondissement de Paris et morte le 21 novembre 1990 à Ermenonville, est une industrielle française, pionnière de la présence féminine dans les instances du patronat français, fondatrice de l'association des femmes chefs d'entreprise.

## Biographie
Yvonne Foinant naît à Paris en 1892. Après des études dans des cours privés, elle devient en 1913 fondée de pouvoir de la société Edmond Foinant. Au début de la Seconde Guerre mondiale, son mari et son beau-frère, associés, sont mobilisés ; Yvonne Foinant prend alors la direction de l'entreprise, avec succès. Lorsque son mari meurt en 1928, elle s'investit encore plus dans l'entreprise.
Elle est élue en 1930 vice-présidente de la métallurgie française. Elle devient conseillère du commerce extérieur en 1935, et l'année suivante vice-présidente du syndicat national de l'outillage à main.
Elle est la première femme à être élue à la Chambre de commerce de Paris, en 1945,. La même année, elle fonde en France l'association des Femmes chefs d'entreprises mondiales (FCEM), qu'elle préside à partir de 1946,. C'est une association pionnière qui s’est étendue depuis l’Europe jusqu’aux différents pays du monde. Le réseau FCEM comprend plus de 60 pays des cinq continents. 
Elle est aussi, en 1947, la première femme à être élue au comité directeur du Conseil national du patronat français,.
Yvonne Foinant est également la première femme à entrer au Conseil économique et social au sein de la section de la production industrielle et de l'énergie, en 1968. Elle reçoit la même année la cravate de commandeur de la Légion d'honneur, première femme à recevoir cette distinction au titre de la métallurgie,.
Yvonne Foinant est morte le 21 novembre 1990 et est enterrée au cimetière du Père-Lachaise.